# NGC 7635
Az NGC 7635 (más néven Caldwell 11) egy diffúz köd a Cassiopeia (Kassziopeia) csillagképben.

## Felfedezése

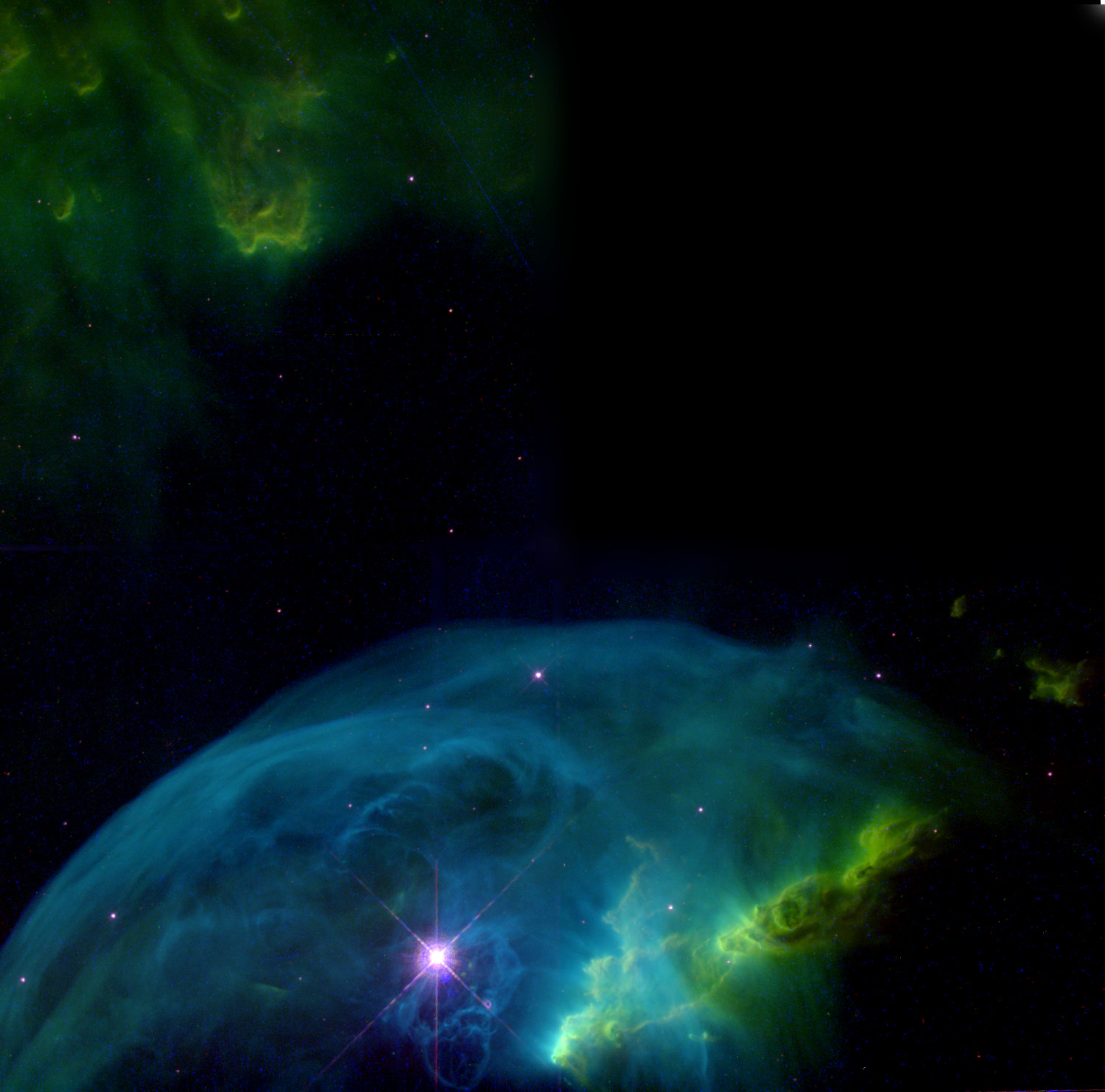
NGC 7635

A ködöt 1787. november 3-án fedezte fel William Herschel.

## Tudományos adatok
A Messier 52 nyílthalmaztól körülbelül fél fokra található. A ködösség központjában a Napunknál körülbelül negyvenszer nagyobb tömegű szuperóriás található. Az óriás csillagszele hihetetlen erővel fújja szét a körülötte található csillagközi anyagot, ami részben a csillag által kidobott anyag. A csillag nagy energiájú sugárzása világításra gerjeszti az őt körülvevő hidrogénből álló gázfelhőt, ami 656,2 nm-es H-alfa vonal hullámhosszán nagyon erősen sugároz. Ennek tudható be a képen látható vöröses szín. A ködösség közepén látszódó buborék 7 millió km/h-s sebességgel tágul. Központi csillaga valószínűleg néhány millió éven belül szupernóvaként fogja végezni.
Átmérője 6 fényév (5,67·1016 m).

## Megfigyelési lehetőség
Egy 20 cm-es amatőrcsillagász távcsővel megfigyelhető.